# Turn Your Lights Down Low
Turn Your Lights Down Low è un singolo reggae del 1977 del gruppo giamaicano Bob Marley & the Wailers, inserito nell'album Exodus.

## Cover
- Lauryn Hill riarrangiò questo brano nell'LP del 1999 Chant Down Babylon.
- Giorgia Todrani interpretò la canzone durante il suo concerto al Mazda Palace di Milano il 19 dicembre 2003 cover che ha poi incluso nel dvd 'Ladra di vento live 03/04' uscito l'11 giugno 2004.
- Colbie Caillat inserì una cover di questa canzone nel suo album del 2008 Coco.